# IC 926
IC 926 је лентикуларна галаксија у сазвјежђу Велики медвјед која се налази на листи објеката дубоког неба у Индекс каталогу.
Деклинација објекта је + 55° 37' 52" а ректасцензија 13h 43m 39,4s. Привидна величина (магнитуда) објекта IC 926 износи 16,0 а фотографска магнитуда 17,0.